# Harmonie (Keyserling)

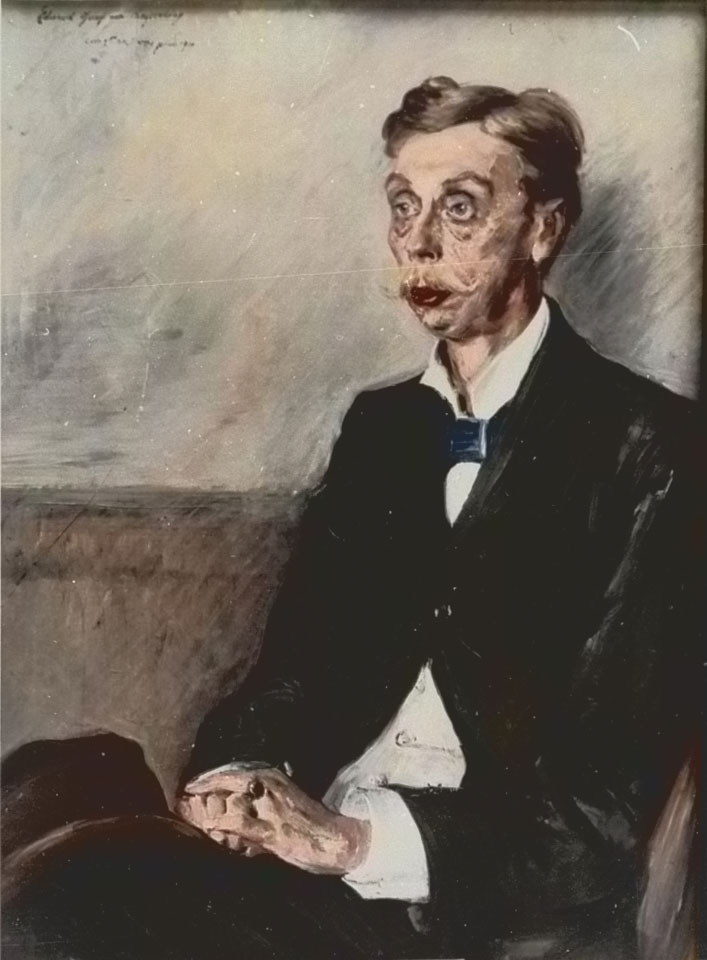
Lovis Corinth:
Eduard Graf von Keyserling
(1855–1918)

Harmonie ist eine Novelle von Eduard von Keyserling, die 1905 in S. Fischers Neuer Rundschau erschien. 
Resümee: Wer Schwierigkeiten aus dem Wege geht, bekommt später die Rechnung für sein Ausweichen präsentiert.

## Handlung
Der Balte Felix von Bassenow kehrt von einer längeren Italienreise heim. Die Ehe mit seiner jungen Frau Annemarie – erst zwei Jahre zuvor begonnen – war mit einem Kind gesegnet gewesen. Annemarie hatte den Kindstod nicht verwinden können; war in ein Nervensanatorium gebracht worden. Etwa zum Zeitpunkt jener Einweisung hatte Felix die Flucht nach dem Süden angetreten – angeblich, weil er sich gegen Mitleid nicht wehren konnte.
Daheim will Felix das Heft wieder in die Hand nehmen. Zwar gelingt ihm das mühelos als Gutsherr mit seinem alten Gutsinspektor Pitke und ebenso mit dem Gesinde, doch Annemarie hat sich inzwischen mit dem – bereits um die 45 Jahre alten – Onkel Thilo angefreundet. In der Konversation ist Felix dem ledigen Thilo – immerhin Mitglied des Reichstags – nicht gewachsen. Die Wiederannäherungen an seine Gattin und deren Umkreis misslingen. Es ist, als ob kühle Glaswände ihn von diesen Menschen trennten. Nicht nur Annemarie und Thilo weisen ihn zurück. Auch Annemaries Freundin Frau von Malten, die um die Gesundheit der Hausherrin stets besorgte Gesellschafterin, gibt Felix auf ihre indirekte Art zu verstehen, dass er mit seiner Italienreise etwas falsch gemacht hat. Felix wirft ein Auge auf Frau von Maltens Pflegetochter Mila. Keyserling schreibt, Milas volle Glieder regten sich ungeduldig in dem Kleid. Kurz und gut – Mila lässt sich vom Herrn des Hauses verführen und will mehr. Annemarie – feinfühlig – bemerkt das Verhältnis und lässt Annemarie etwas von ihrem Wissen spüren.
Felix erträgt Thilos Gehabe in Annemaries Nähe nicht länger. Der Hausherr stellt den Gast zur Rede. Thilo weicht jedoch aus. Er reist ab. Zuvor gesteht der Abgeordnete noch Annemarie seine Liebe und küsst sie auf den Mund. Durch diesen Abschied hat Thilo die Frau fest an sich gebunden. Dieses unsichtbare Band bleibt auch Felix nicht verborgen. Annemarie geht ins Wasser. Felix, der seine Frau liebt, will sie vor dem Ertrinken retten. Seine Hilfe kommt zu spät.

## Rezeption
Nach Sprengel zeichnet von Keyserling mit dem Hause von Bassenow eine Adelswelt im Absterben.

## Verwendete Ausgabe
- Harmonie. Novelle. Insel Verlag (insel taschenbuch 2410), Frankfurt am Main 2001 (1. Aufl.), ISBN 3-458-34110-2

## Sekundärliteratur
- Peter Sprengel: Geschichte der deutschsprachigen Literatur 1900–1918. München 2004, ISBN 3-406-52178-9, S. 360–361